# Межа безпечного ведення гірничих робіт
Межа (границя) безпечного ведення гірничих робіт, Межа (границя) небезпечної зони (рос. граница безопасного ведения горных работ, граница опасной зоны, англ. boundary of safe mining, boundary of a dangerous zone, нім. Grenze f der sicheren Führung bergmännischer Arbeiten, Grenze f der Gefahrenzone) – лінія на плані гірничих виробок, яка оконтурює в пласті з затопленими чи охопленими пожежею виробками, зону можливого прориву води або можливого розповсюдження пожежі. 